# جوزپه پارودی

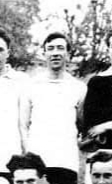
جیوسپه پارودی - ۱۹۲۱

جیوسپه پارودی (به ایتالیایی: Giuseppe Parodi) بازیکن فوتبال و اهل ایتالیا است که از سال ۱۹۱۳ میلادی عضو تیم ملی فوتبال ایتالیا بوده و در ۴ بازی ملی حضور داشته‌است. او در بازی‌های ملی‌اش گلی به ثمر نرساند.
جیوسپه پارودی آخرین بازی ملی خود را در سال ۱۹۲۰ میلادی انجام داد.